# Dommarie-Eulmont
Dommarie-Eulmont é uma comuna francesa na região administrativa do Grande Leste, no departamento de Meurthe-et-Moselle. Estende-se por uma área de 5.52 km², e possui 87 habitantes, segundo o censo de 2018, com uma densidade de 16 hab/km².